# Полонка (приток Шелони)
Полонка — река в России, протекает в Дновском и Порховском районах Псковской области и по границе с Новгородской областью (Солецкий район). Устье реки находится в 125 км по правому берегу реки Шелонь у северной окраины Порхова. Длина реки составляет 69 км, площадь водосборного бассейна 473 км².
В 55 км от устья в Полонку слева впадает Ровка, в 29 км от устья в Полонку слева впадает Ужинка.
У истока на реке стоит село Морино.

## Данные водного реестра
По данным государственного водного реестра России относится к Балтийскому бассейновому округу, водохозяйственный участок реки — Шелонь, речной подбассейн реки — Волхов. Относится к речному бассейну реки Нева (включая бассейны рек Онежского и Ладожского озера).
По данным геоинформационной системы водохозяйственного районирования территории РФ, подготовленной Федеральным агентством водных ресурсов:
- Код водного объекта в государственном водном реестре — 01040200412102000024526
- Код по гидрологической изученности (ГИ) — 102002452
- Код бассейна — 01.04.02.004
- Номер тома по ГИ — 2
- Выпуск по ГИ — 0